# Carlo II Augusto del Palatinato-Zweibrücken
Carlo II Augusto Cristiano di Birkenfeld (tedesco: Karl II. August Christian von Birkenfeld; Düsseldorf, 29 ottobre 1746 – Mannheim, 1º aprile 1795) fu duca di Zweibrücken dal 1775 al 1795. Era figlio di Federico Michele di Zweibrücken-Birkenfeld e di Maria Francesca di Sulzbach, membro del casato del Palatinato-Zweibrücken-Birkenfeld, un ramo del casato di Wittelsbach.

## Biografia
Nacque a Düsseldorf, maggiore dei figli del conte palatino Federico Michele di Zweibrücken-Birkenfeld e di sua moglie, la contessa palatina Maria Francesca di Sulzbach e fu fratello maggiore di Amalia, futura regina di Sassonia, e di Massimiliano, futuro re di Baviera.
Sebbene Karl August non fosse il secondo duca del Palatinato-Zweibrücken di nome Karl, viene indicato come Carlo II come discendente dalla linea di Carlo I del Palatinato-Zweibrücken-Birkenfeld.

### Pretendente respinto
Voleva sposare l'arciduchessa Maria Amalia d'Asburgo-Lorena, ottava figlia dell'imperatrice Maria Teresa d'Austria, ma sebbene fosse ben noto nella corte austriaca, e la giovane fosse innamorata di lui, l'imperatrice lo riteneva di rango insufficiente per sposare una arciduchessa. Maria Teresa d'Austria, inoltre, per rafforzare l'alleanza dell'Austria con il casato di Borbone aveva programmato di dare in moglie una figlia al duca Ferdinando I di Parma, un nipote del re francese Luigi XV e tale proposito era appoggiato dall'imperatore Giuseppe II, essendo il duca fratello minore della sua amata moglie Isabella. Essendo morta un'altra figlia, Maria Giuseppina, la scelta cadde su Maria Amalia, che dovette sposare il duca di Parma nel 1769.
Carlo infine sposò un'altra Maria Amalia, sorella dell'elettore di Sassonia.

### Rivendicazioni bavaresi

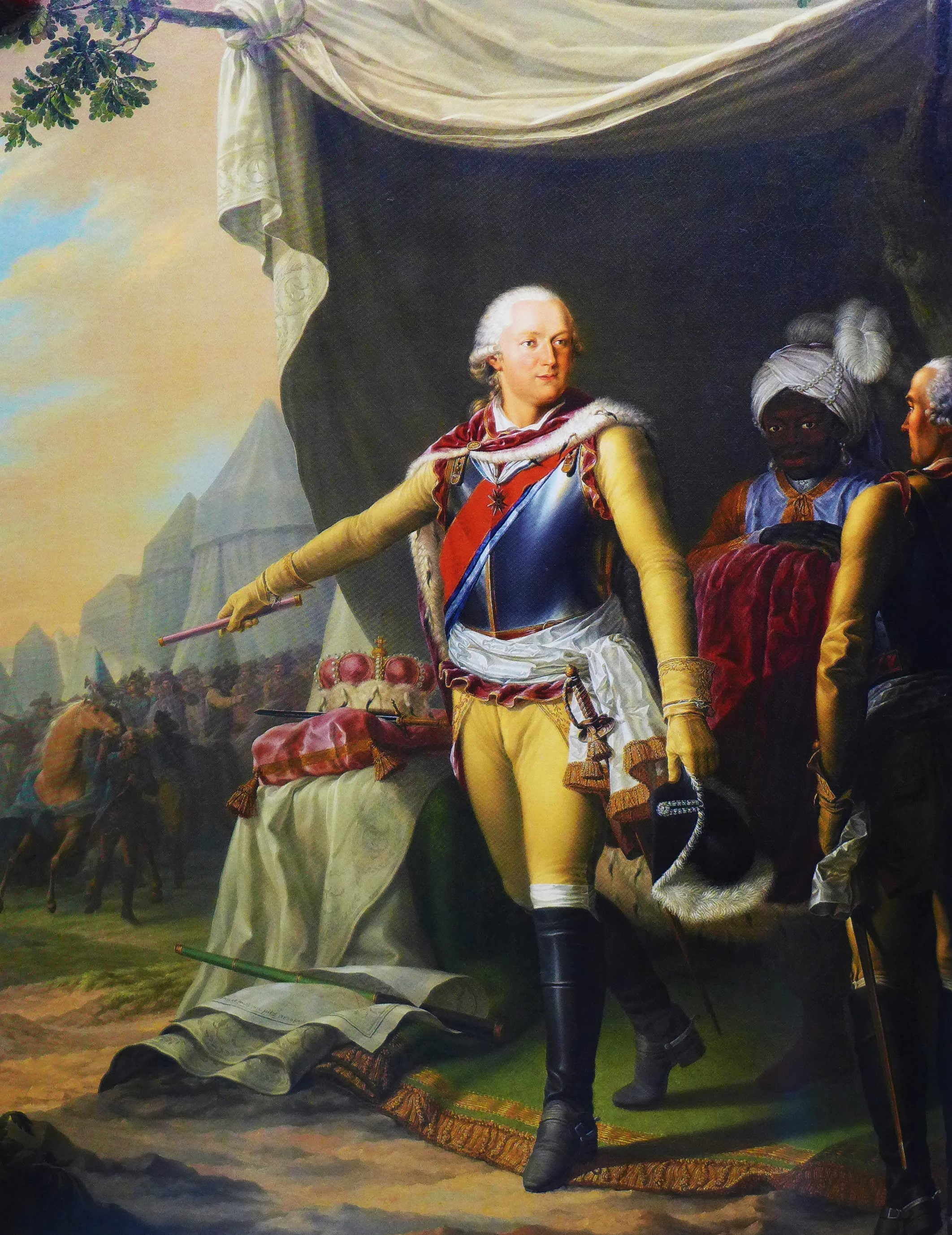
Ritratto di Carlo II Augusto come Generalissimo, 1783

L'elettore Massimiliano III di Baviera, morì senza figli nel 1778 e il suo erede fu suo cugino Wittelsbach, Carlo Teodoro di Baviera, il quale tuttavia non aveva figli legittimi che avrebbero potuto succedergli nei suoi possedimenti congiunti in Baviera e Palatinato. Carlo II Augusto era l'erede dei territori Wittelsbach del ducato di Zweibrucken (suo proprio), dei ducati di Neuburg, Sulzbach, Julich, Berg e degli elettorati del Palatinato e della Baviera (trattato di Westfalia del 1648). Carlo Teodoro preferiva il Palatinato e tentò di scambiare parti dell'eredità bavarese con l'imperatore Giuseppe in cambio di parti dei Paesi Bassi austriaci. Carlo Augusto, erede presuntivo per la Baviera, si era opposto fortemente a questo progetto, con il sostegno di Federico II di Prussia e dell'elettorato di Sassonia e anche del ministro degli esteri francese Vergennes, nonostante l'alleanza formale della Francia con la corte di Vienna.
La guerra di successione bavarese fu risolta senza combattimenti prolungati; Carlo Teodoro successe in tutta la Baviera, tranne per il distretto est del fiume Inn, noto come il Innviertel, che andò all'Austria con la pace di Teschen (maggio 1779). Un secondo tentativo di effettuare lo scambio nel 1784, fu nuovamente osteggiato da Carlo Augusto, sempre con il supporto prussiano, e fallì nuovamente.
Carlo Augusto morì senza figli maschi prima di Carlo Teodoro, ma la Baviera andò infine a suo fratello, Massimiliano Giuseppe.

### Matrimonio
A Dresda nel 1774, Carlo Augusto sposo Maria Amalia di Sassonia, figlia dell'elettore Federico Cristiano di Sassonia. Ebbero un solo figlio maschio che morì nell'infanzia. Alla sua morte il titolo di duca di Zweibrücken fu ereditato dal fratello Massimiliano Giuseppe.
Carlo Augusto fu il principale proprietario del famoso castello di Karlsberg. Morì a Mannheim nel 1795 mentre i francesi invadevano i suoi territori.

## Discendenza
Carlo II Augusto e Maria Amalia ebbero un figlio:
- Carlo Federico Augusto (1776 - 1784), principe ereditario del Palatinato-Zweibrücken.

## Ascendenza
|                                                 |                                           |                                               | Genitori                                    |  |  | Nonni |  |  | Bisnonni                                           |  |  | Trisnonni                                         |  |
|                                                 |                                           |                                               |                                             |  |  |       |  |  | Cristiano II del Palatinato-Zweibrücken-Birkenfeld |  |  | Cristiano I del Palatinato-Birkenfeld-Bischweiler |  |
|                                                 |                                           |                                               |                                             |  |  |       |  |  | Cristiano II del Palatinato-Zweibrücken-Birkenfeld |  |  | Cristiano I del Palatinato-Birkenfeld-Bischweiler |  |
|                                                 |                                           | Maddalena Caterina del Palatinato-Zweibrücken |                                             |  |  |       |  |  | Cristiano II del Palatinato-Zweibrücken-Birkenfeld |  |  |                                                   |  |
| Cristiano III del Palatinato-Zweibrücken        |                                           |                                               |                                             |  |  |       |  |  | Cristiano II del Palatinato-Zweibrücken-Birkenfeld |  |  |                                                   |  |
|                                                 |                                           | Caterina Agata di Rappoltstein                | Giovanni Giacomo di Rappoltstein            |  |  |       |  |  |                                                    |  |  |                                                   |  |
|                                                 |                                           | Caterina Agata di Rappoltstein                | Giovanni Giacomo di Rappoltstein            |  |  |       |  |  |                                                    |  |  |                                                   |  |
|                                                 |                                           | Caterina Agata di Rappoltstein                | Anna Claudia di Salm-Kyrburg                |  |  |       |  |  |                                                    |  |  |                                                   |  |
| Federico Michele di Zweibrücken-Birkenfeld      |                                           | Caterina Agata di Rappoltstein                |                                             |  |  |       |  |  |                                                    |  |  |                                                   |  |
|                                                 |                                           | Luigi Crato di Nassau-Saarbrücken             | Gustavo Adolfo di Nassau-Saarbrücken        |  |  |       |  |  |                                                    |  |  |                                                   |  |
|                                                 |                                           | Luigi Crato di Nassau-Saarbrücken             | Gustavo Adolfo di Nassau-Saarbrücken        |  |  |       |  |  |                                                    |  |  |                                                   |  |
|                                                 |                                           | Luigi Crato di Nassau-Saarbrücken             | Eleonora Clara di Hohenlohe-Neuenstein      |  |  |       |  |  |                                                    |  |  |                                                   |  |
| Carolina di Nassau-Saarbrücken                  |                                           | Luigi Crato di Nassau-Saarbrücken             |                                             |  |  |       |  |  |                                                    |  |  |                                                   |  |
|                                                 |                                           | Filippina Enrichetta di Hohenlohe-Langenburg  | Enrico Federico di Hohenlohe-Langenburg     |  |  |       |  |  |                                                    |  |  |                                                   |  |
|                                                 |                                           | Filippina Enrichetta di Hohenlohe-Langenburg  | Enrico Federico di Hohenlohe-Langenburg     |  |  |       |  |  |                                                    |  |  |                                                   |  |
|                                                 |                                           | Filippina Enrichetta di Hohenlohe-Langenburg  | Giuliana Dorotea di Castell-Remlingen       |  |  |       |  |  |                                                    |  |  |                                                   |  |
| Carlo II Augusto del Palatinato-Zweibrücken     |                                           | Filippina Enrichetta di Hohenlohe-Langenburg  |                                             |  |  |       |  |  |                                                    |  |  |                                                   |  |
|                                                 | Teodoro Eustachio del Palatinato-Sulzbach | Cristiano Augusto del Palatinato-Sulzbach     |                                             |  |  |       |  |  |                                                    |  |  |                                                   |  |
|                                                 | Teodoro Eustachio del Palatinato-Sulzbach | Cristiano Augusto del Palatinato-Sulzbach     |                                             |  |  |       |  |  |                                                    |  |  |                                                   |  |
|                                                 | Teodoro Eustachio del Palatinato-Sulzbach | Amalia di Nassau-Siegen                       |                                             |  |  |       |  |  |                                                    |  |  |                                                   |  |
| Giuseppe Carlo del Palatinato-Sulzbach          | Teodoro Eustachio del Palatinato-Sulzbach |                                               |                                             |  |  |       |  |  |                                                    |  |  |                                                   |  |
|                                                 |                                           | Maria Eleonora d'Assia-Rotenburg              | Guglielmo d'Assia-Rotenburg                 |  |  |       |  |  |                                                    |  |  |                                                   |  |
|                                                 |                                           | Maria Eleonora d'Assia-Rotenburg              | Guglielmo d'Assia-Rotenburg                 |  |  |       |  |  |                                                    |  |  |                                                   |  |
|                                                 |                                           | Maria Eleonora d'Assia-Rotenburg              | Maria Anna di Löwenstein-Wertheim-Rochefort |  |  |       |  |  |                                                    |  |  |                                                   |  |
| Maria Francesca di Sulzbach                     |                                           | Maria Eleonora d'Assia-Rotenburg              |                                             |  |  |       |  |  |                                                    |  |  |                                                   |  |
|                                                 |                                           | Carlo III Filippo del Palatinato              | Filippo Guglielmo del Palatinato            |  |  |       |  |  |                                                    |  |  |                                                   |  |
|                                                 |                                           | Carlo III Filippo del Palatinato              | Filippo Guglielmo del Palatinato            |  |  |       |  |  |                                                    |  |  |                                                   |  |
|                                                 |                                           | Carlo III Filippo del Palatinato              | Elisabetta Amalia d'Assia-Darmstadt         |  |  |       |  |  |                                                    |  |  |                                                   |  |
| Elisabetta Augusta Sofia del Palatinato-Neuburg |                                           | Carlo III Filippo del Palatinato              |                                             |  |  |       |  |  |                                                    |  |  |                                                   |  |
|                                                 |                                           | Ludwika Karolina Radziwiłł                    | Bogusław Radziwiłł                          |  |  |       |  |  |                                                    |  |  |                                                   |  |
|                                                 |                                           | Ludwika Karolina Radziwiłł                    | Bogusław Radziwiłł                          |  |  |       |  |  |                                                    |  |  |                                                   |  |
|                                                 |                                           | Ludwika Karolina Radziwiłł                    | Anna Maria Radziwiłł                        |  |  |       |  |  |                                                    |  |  |                                                   |  |
|                                                 |                                           | Ludwika Karolina Radziwiłł                    |                                             |  |  |       |  |  |                                                    |  |  |                                                   |  |